# لیکوی تیرنشان
لیکوی تیرنشان (نام علمی: Turdoides jardineii) گونه‌ای از پرندگان تیرهٔ توکایان خندان (Leiothrichidae) و بومی جنگل‌های جنوب قلمرو آفریقای گرمسیری است.

## پراکندگی و زیستگاه
در آنگولا، بوتسوانا، بوروندی، جمهوری کنگو، جمهوری کنگو، اسواتینی، گابن، کنیا، مالاوی، موزامبیک، نامیبیا، رواندا، آفریقای جنوبی، تانزانیا، اوگاندا، زامبیا و زیمبابوه یافت می‌شود. زیستگاه‌های طبیعی آن جنگل‌های خشک نیمه‌گرمسیری یا گرمسیری، ساوانای خشک و بوته‌زارهای نمناک نیمه‌گرمسیری یا گرمسیری است.